# Gordius japonicus
Gordius japonicus är en djurart som tillhör fylumet tagelmaskar, och som beskrevs av Inoue och Fukui 1953. Gordius japonicus ingår i släktet Gordius, och familjen Gordiidae. Inga underarter finns listade i Catalogue of Life.